# Johans Arche
Johans Arche ist ein auf einem Prahm montierter Nachbau der Arche Noah von dem Niederländer Johan Huibers. Die Daten entsprechen denen der Bibel aus dem 1. Buch Mose, im Maßstab 1:2. Anschließend errichtete er eine zweite Arche, diesmal in Maßen des Originals, die seit dem Jahr 2012 der Öffentlichkeit zugänglich ist.

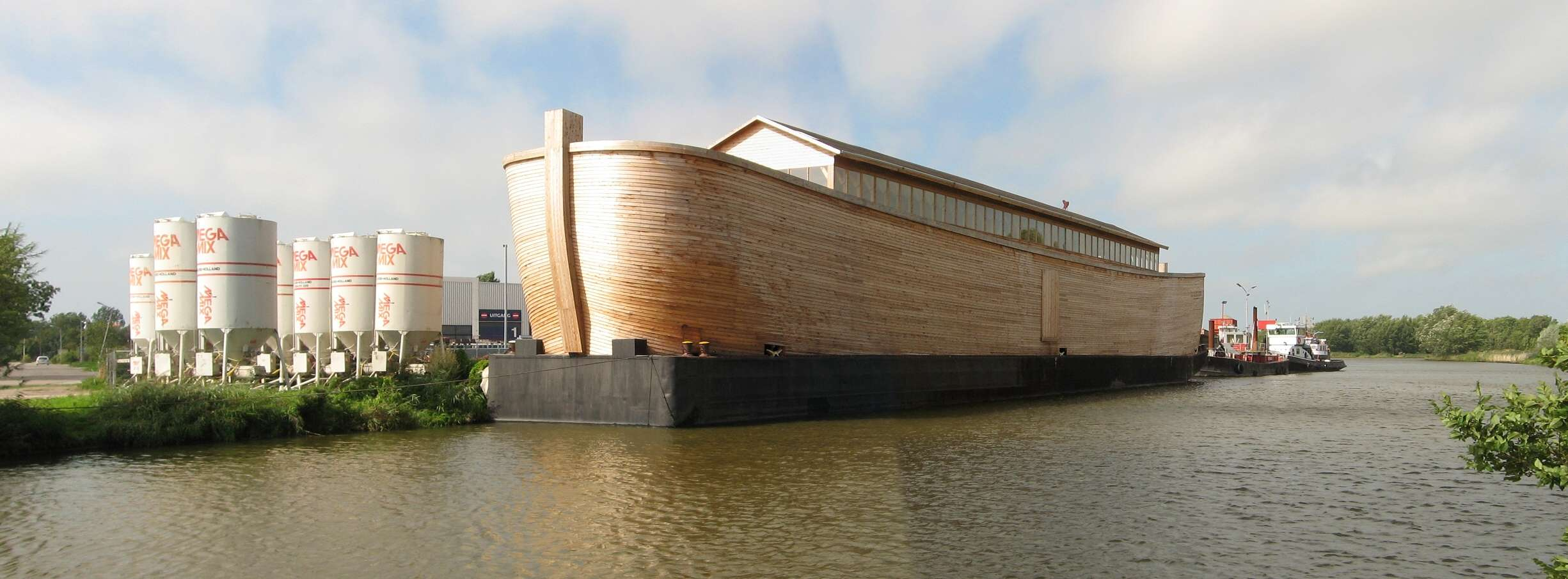
Johans Arche im Hafen von Schagen (2006)

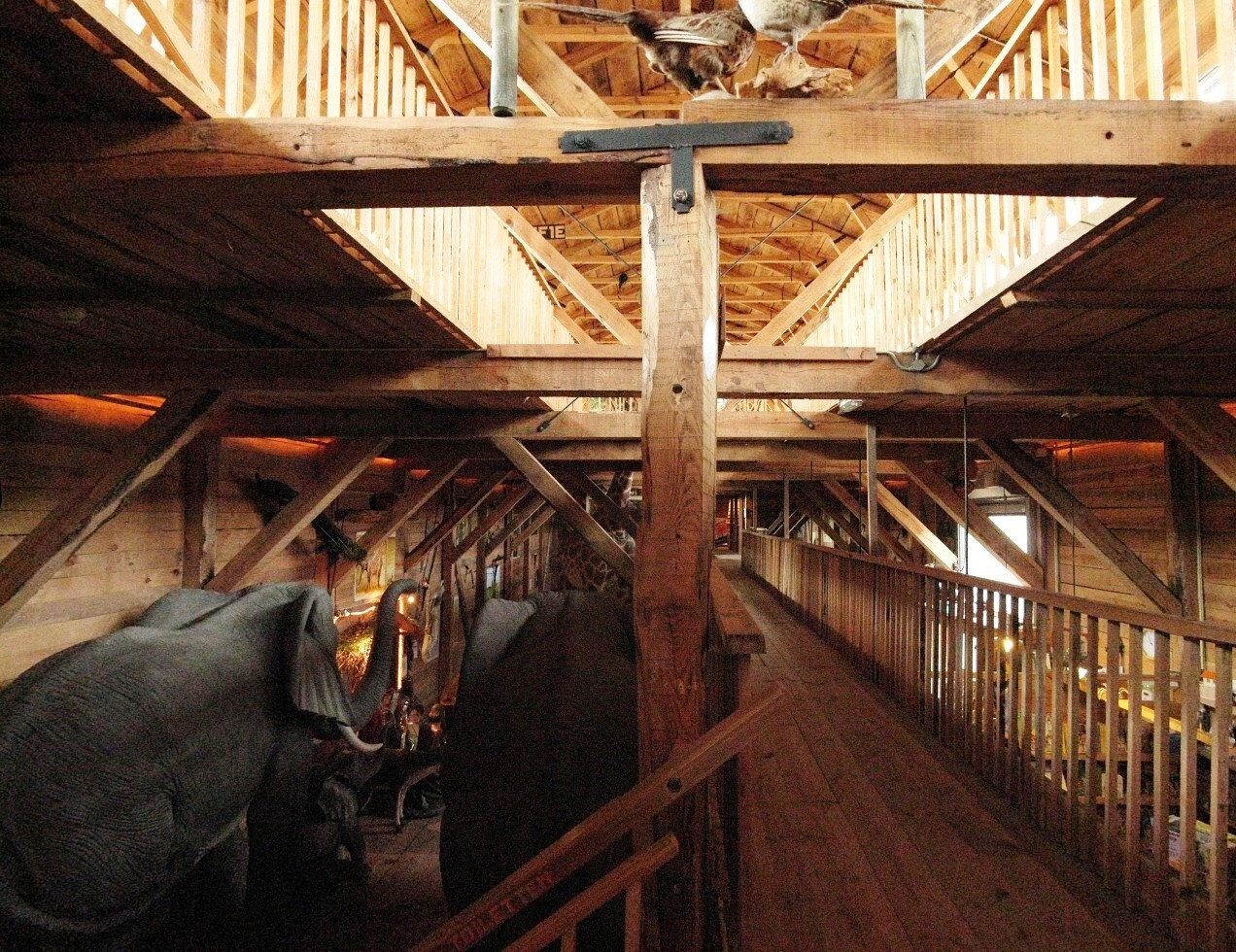
Blick in die Arche

## Bau der Arche
1992 hatte Johan Huibers einen Albtraum und sah in diesem Traum, wie die Niederlande überflutet werden. Daher beschloss er einen verkleinerten Nachbau der Arche. Die Planungen und der Bau dauerten rund 16 Jahre. Wenn eine Elle 0,4375 m entsprechen, betragen die Abmessungen der biblischen Arche etwa 131 m Länge (300 Ellen), etwa 22 m Breite (50 Ellen) und etwa 13 m Höhe (30 Ellen), wobei die Daten vermutlich ebenso symbolisch sind wie andere Details der Geschichte. Damit ergäbe sich ein Rauminhalt von 131 m × 22 m × 13 m = 37.500 m³ oder eine Bruttotonnage von 13.250 BRT.
Nach etwa 20 Jahren und Kosten von über einer Million Euro wurde das Schiff fertig. Es wurde anfangs in Dordrecht (südlich von Rotterdam) für Besucher zugänglich gemacht.

## Die Arche als Bibel-Erlebnispark
Der niederländische Puppenspieler, Theater- und TV-Produzent Aad Peters, hat die Arche 2010 übernommen und daraus einen schwimmenden Bibel-Erlebnispark entwickelt, der im Februar in Rotterdam eröffnet wurde. Die Arche ist 70 Meter lang, 13 Meter hoch, 10 Meter breit und wiegt rund 3.000 t.
2011 begann die Tour der Arche durch verschiedene niederländische Städte. Sie fuhr danach von Schleppern gezogen im Juli 2011 nach Köln und hatte hier rund 70.000 Besucher. Im März 2013 ging es von Delfzijl in den Alten Binnenhafen von Emden. Anschließend lag sie für sechs Wochen im Alten Fischereihafen von Cuxhaven und zum 1. Mai 2013 kam die Arche zum 34. Kirchentag nach Hamburg. Während des Hafengeburtstages lag sie im Harburger Binnenhafen.

Die Arche auf ihrer Tour
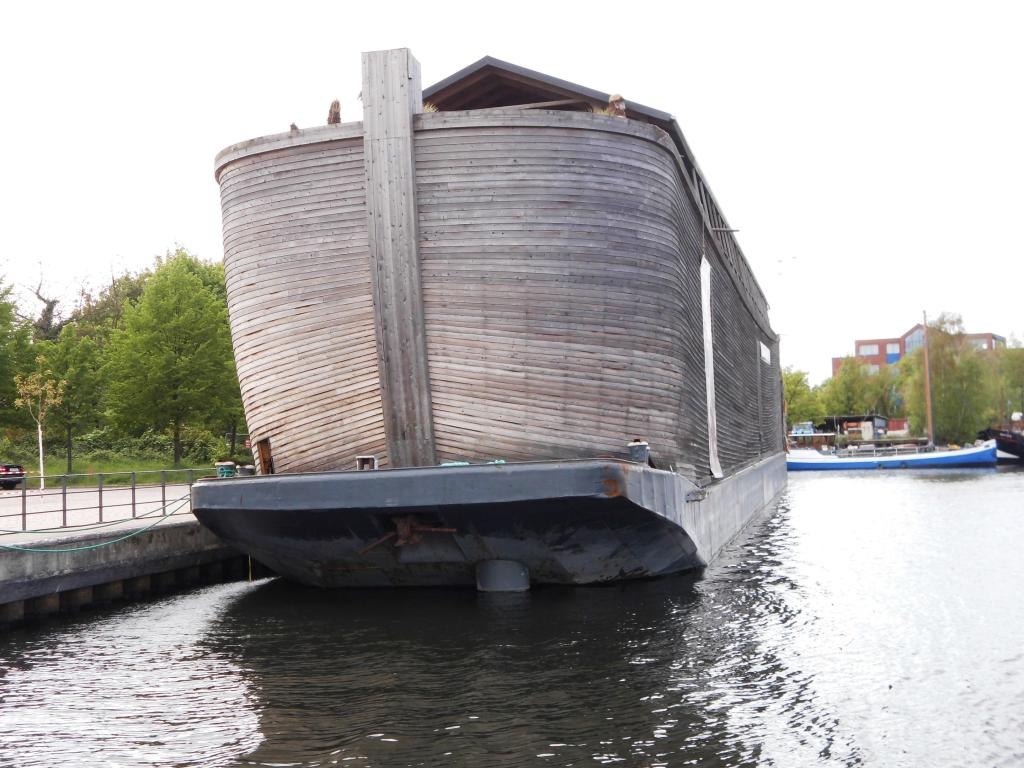
Die Arche von vorn im Harburger Binnenhafen (2013)
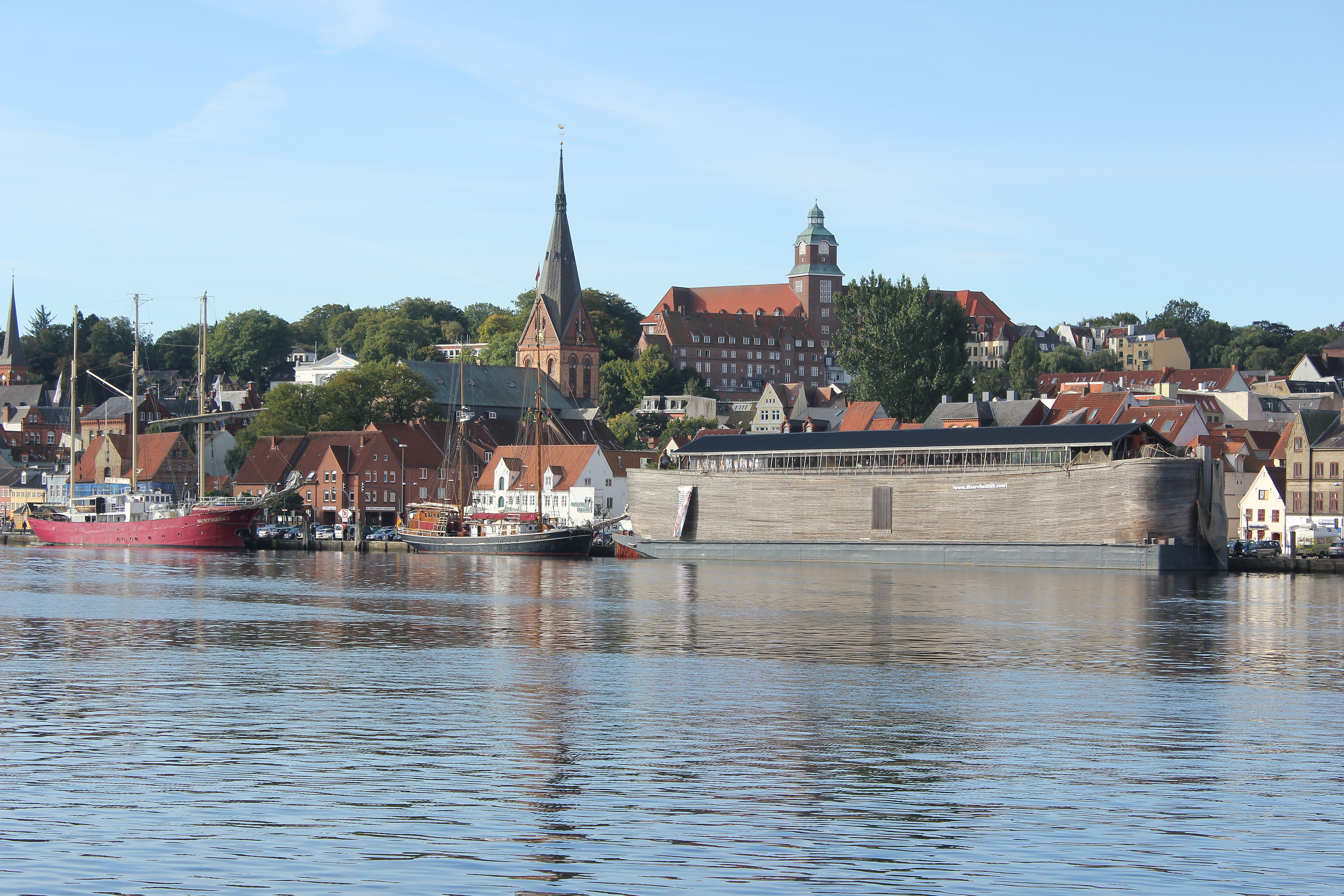
Die Arche im Flensburger Hafen (2013)
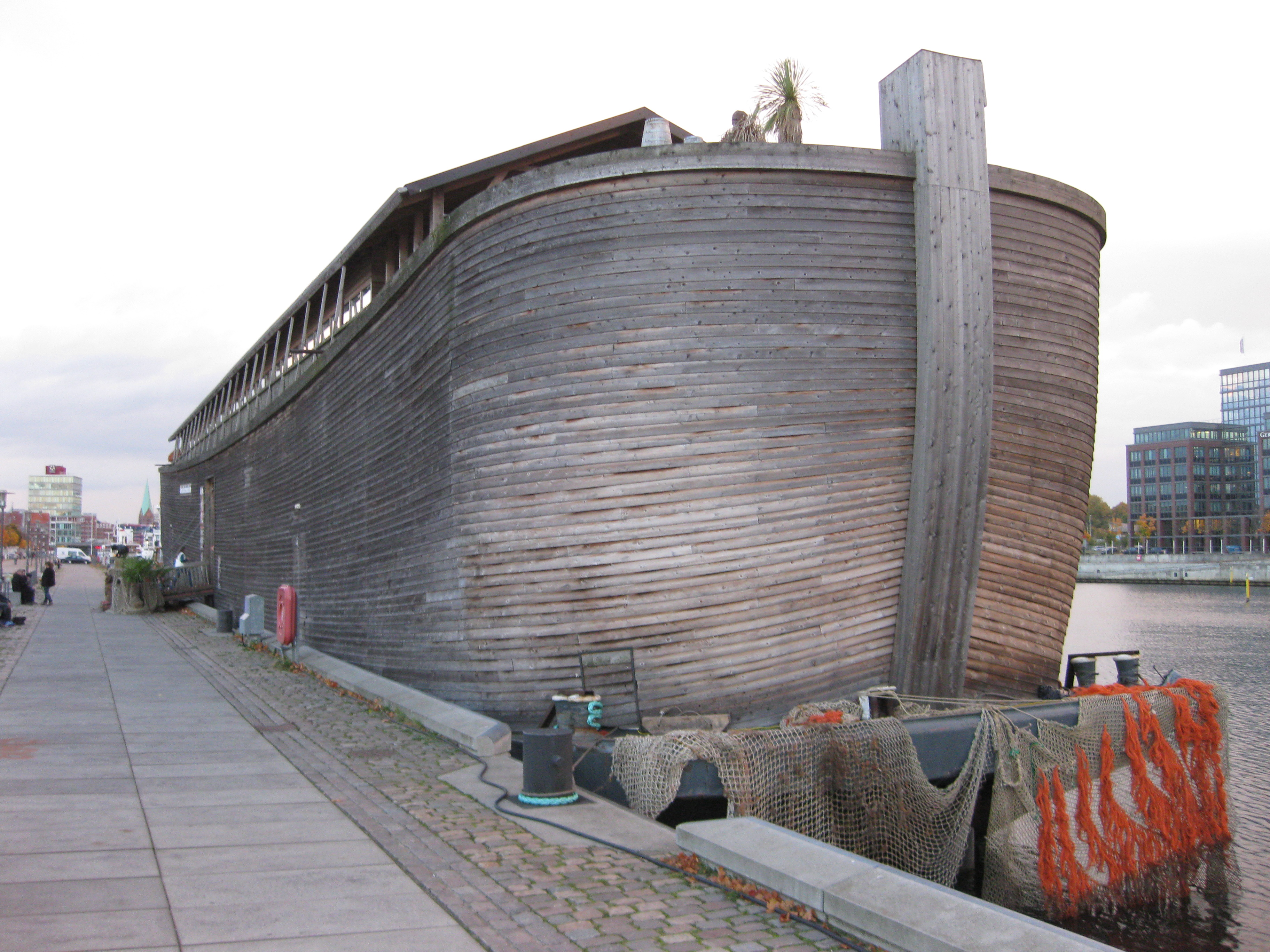
Die Arche in Kiel (2013)
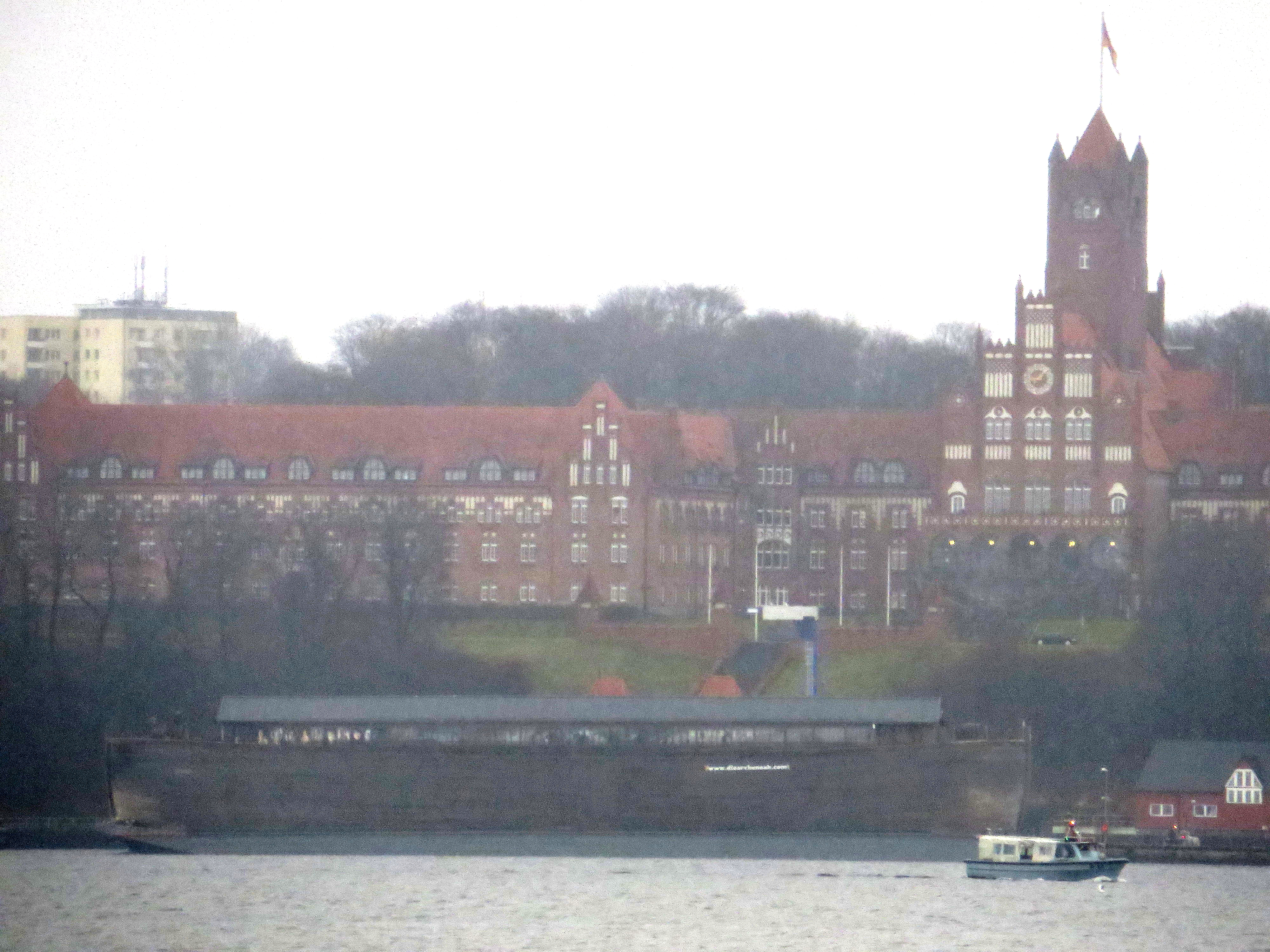
Die Arche bei Regen vor dem Roten Schloss (MSM) in Flensburg-Mürwik (2015)

## Beschreibung der Arche
Der Innenraum wurde in vier Stockwerken mit Ausstellungsräumen, die Szenen aus dem Alten und Neuen Testament enthalten, aufgeteilt. Es werden die biblischen Geschichten von Adam und Eva, Kain und Abel, Noah und anderen dargestellt. Der zwölf Meter hohe Baum des Lebens wächst durch die ganze Arche.  
Die Ausstellungen, zum Teil interaktiv, enthalten Nachbildungen der vor der Sintflut geretteten Tiere wie Bären, Büffel, Giraffen, Zebras, Gorillas, Löwen, Tiger und anderen. Daneben befinden sich auch lebende ungefährliche Tiere wie Schafe, Ziegen, Hunde und Hasen in den Räumen. Außerdem fanden ein Restaurant, ein Kino und verschiedene Spielstationen für Kinder Platz in der Arche.